# Jochen Gerz
Jochen Gerz, né le 4 avril 1940 à Berlin, est un artiste conceptuel d'origine allemande. Il mène l’essentiel de sa carrière artistique à Paris avant de s’installer en 2008 en Irlande.
Ses travaux ne relèvent jamais d'une seule discipline artistique. Ils doivent d'abord être compris comme des œuvres in-situ où sont utilisés différents médias : écriture, photographie, vidéo, installation, mais également performance. Ses anti-monuments et son œuvre sur la mémoire l’ont fait connaître au-delà du milieu de l’art.

## Biographie
Jochen Gerz étudie, à Cologne la philologie allemande et anglaise, la sinologie puis, à Bâle, l'archéologie et l'histoire antique, sans terminer ses études. Il passe de la littérature à l'art.
Il débute en tant qu'auteur de poésie concrète et il est correspondant à l'étranger d'une agence de presse allemande. Il a d'abord vécu à Düsseldorf.

## Commandes publiques
Jochen Gerz s'est fait connaître d'un large public par des œuvres, souvent élaborées de façon collective.

### Le Monument contre le fascisme

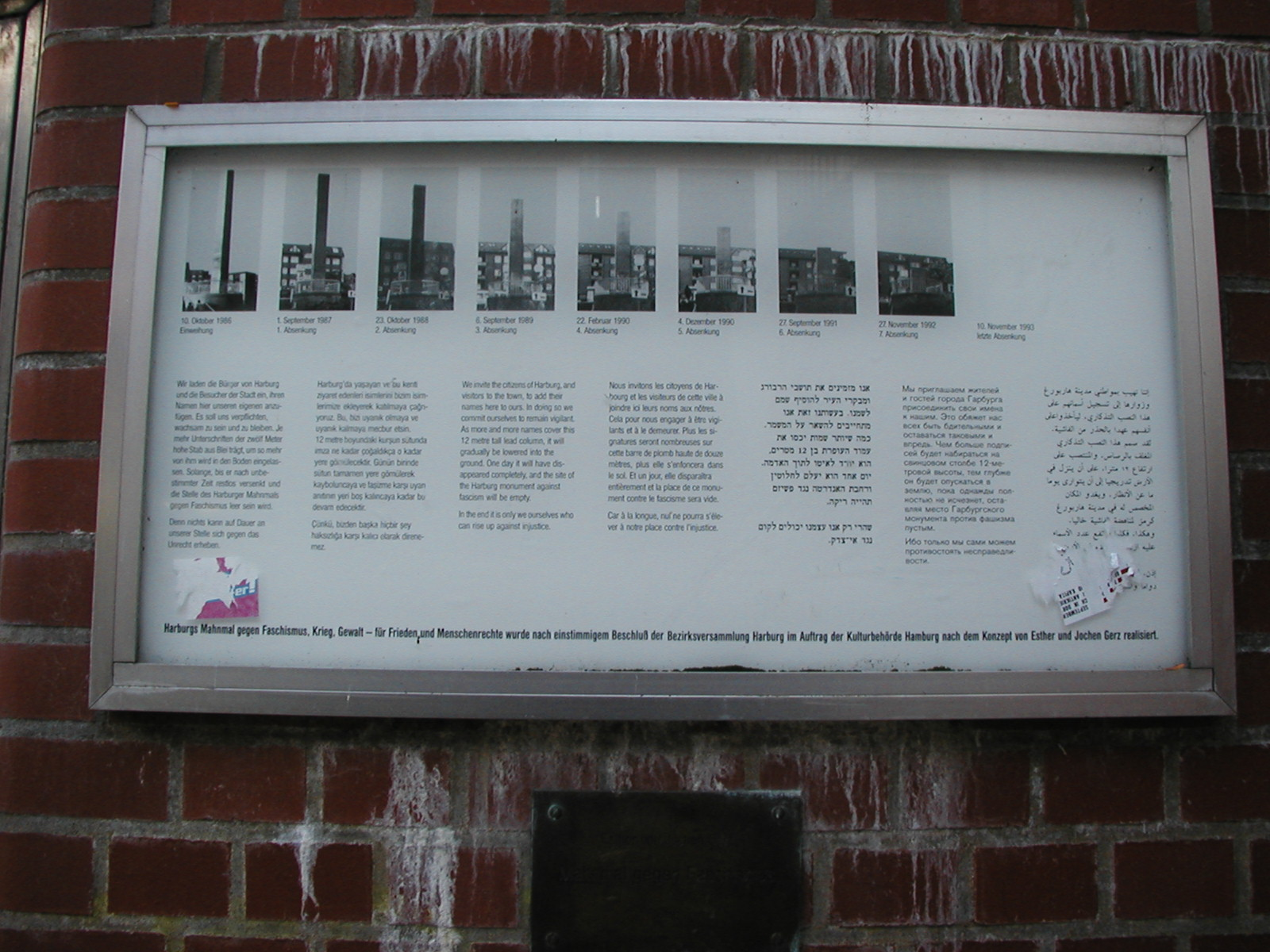
Tableau dans le quartier Harburg montrant la construction du monument.

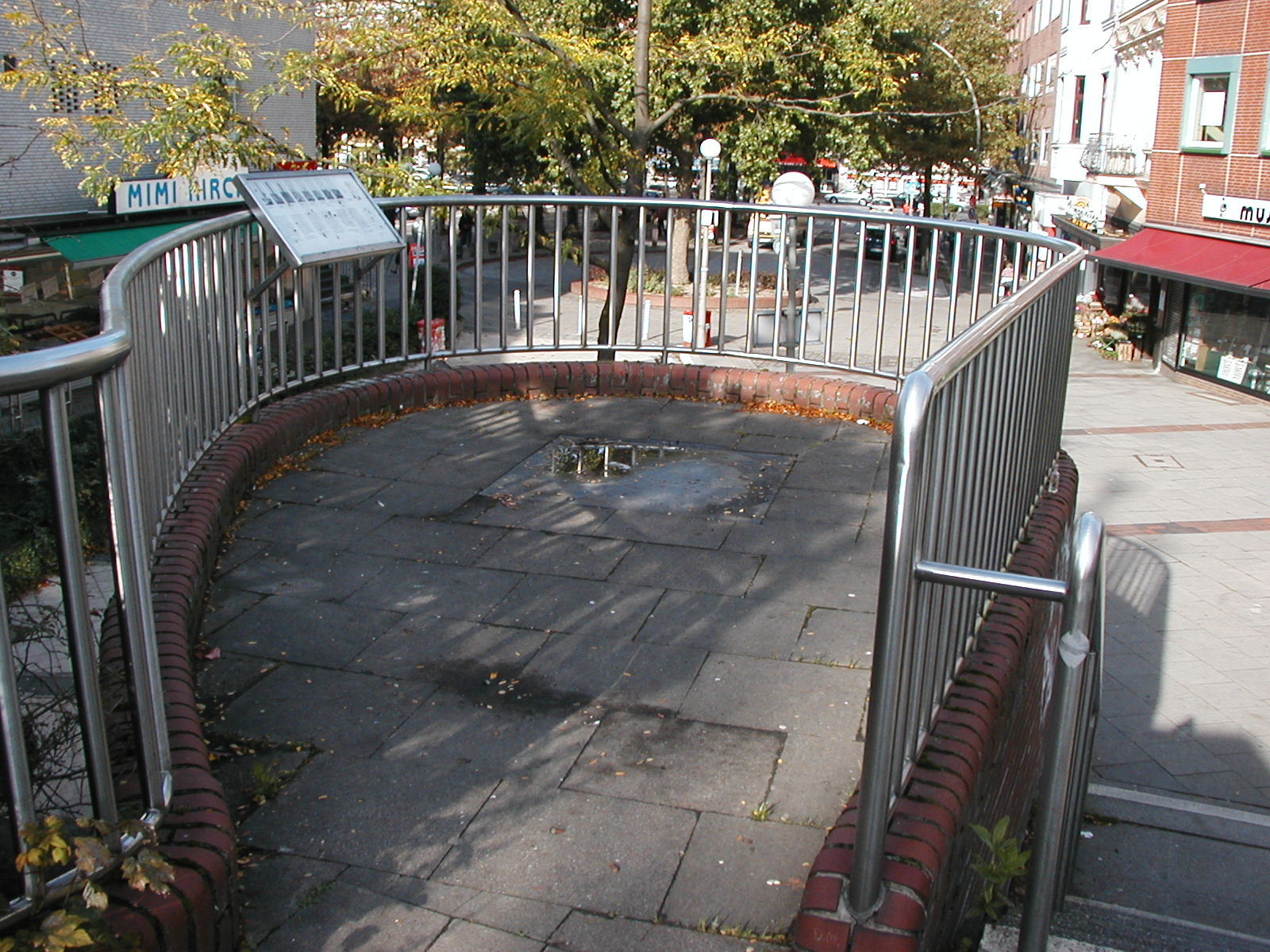
Tableau dans le quartier Harburg montrant également la construction du monument.

Le monument qu'il a conçu en 1986 avec Esther Shalev-Gerz, dans le quartier Harburg de Hambourg est une colonne d'un mètre de large et de 12 mètres de haut, recouverte d'une mince couche de plomb. À côté de cette colonne il y a deux stylets et une inscription, dans sept langues, à propos de ce monument contre le fascisme, invitant les passants à signer. Aussitôt que la surface disponible était totalement écrite, la colonne devait être abaissée pour cacher ce morceau. Dans la conception, les artistes voulaient un monument où l'interaction avec les hommes devait naître, par une liste avec des noms gravés, et qui disparaissait en même temps dans le sol. Ce n'est que par une petite vitre qu'une vue devait être possible sur une partie de la colonne dont les inscriptions apparaîtraient comme semblable aux longues listes de noms faisant référence à l'holocauste, avec la différence cruciale qu'ici, les hommes sont vivants contrairement à des listes des noms de victimes.
Jochen Gerz parle à propos de cette œuvre « de nouveau type de monuments où le traditionnel court bouleversement du spectateur est remplacé par sa participation durable comme coauteur et coresponsable. »
Toutefois, assez rapidement, est apparue une autre image : la colonne a été couvert de noms, de graffitis et de slogans. Au cours des descentes successives, jusqu'à l'enfouissement complet, des traces de tirs ont été trouvées sur l'enrobage de plomb ; on a essayé aussi d'éliminer entièrement l'enrobage au pied de la colonne.
L'artiste a commenté cela ainsi : « Les lieux de mémoire sont les hommes, pas les monuments. » Ailleurs, il remarque : « Comme reflet de la société, le Monument dans le sens double est problématique, puisqu'il ne rappelle pas seulement à la société le passé, mais en plus sa propre réaction à ce passé. »

### Le Monument contre le racismeet les 2146 pavés.

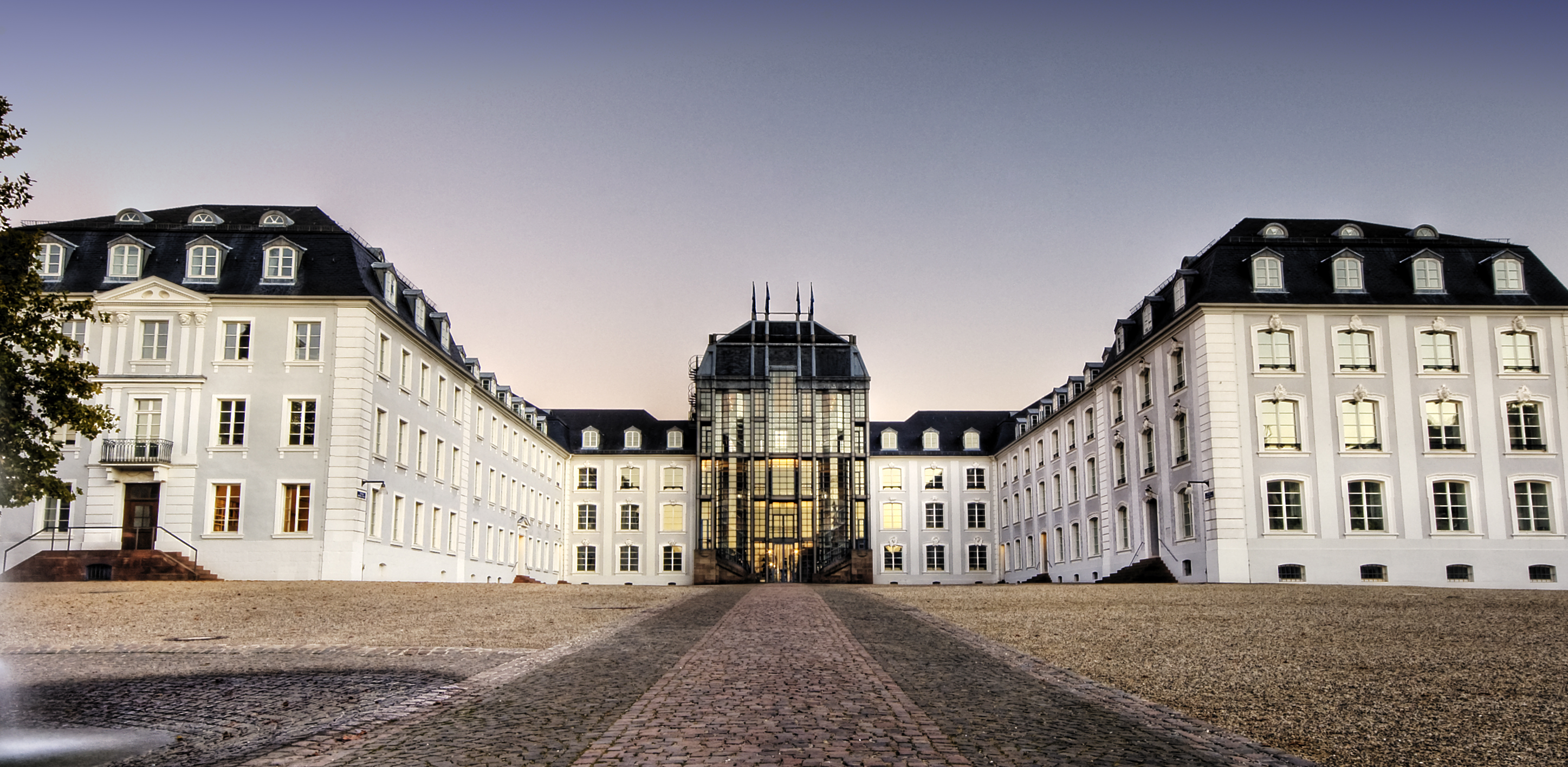
La place du château devant le parlement de la Sarre a été renommée Place du Monument Invisible.

Jochen Gerz entreprend clandestinement, avec l’aide de ses étudiants de l’école des beaux-arts en 1990, de desceller progressivement les pavés de la place devant le château de Sarrebrück, ancien quartier général de la Gestapo et aujourd'hui siège du parlement régional. Sur chaque pavé, il inscrit le nom d’un cimetière juif d’Allemagne et le nombre de corps qu'il contient et le remet en place, l'inscription étant invisible puisque tournée contre terre, d'où le surnom du monument : Le Monument Invisible. Le nombre des cimetières donnés par les communautés juives s'élevait à l'automne 1992 à 2 146. Cette liste des cimetières juifs d'Allemagne est le résultat de l'invitation faite aux 66 communautés juives d'Allemagne (RDA incluse) de mettre à disposition les noms de leurs cimetières. Cela a donné le nom au monument : 2 146 pavés - monument contre le racisme, Sarrebruck. Cette œuvre n'est pas le fruit d'une commande, il s'agissait au contraire d'une initiative de l'artiste.

### Enquête de Brème
Sculpture réalisée entre 1990 et 1995 en coopération avec les 232 citoyens de Brême (sur 50 000 personnes interrogées) qui ont répondu aux questions :
1. Sur quel sujet doit être l'œuvre ?
2. Croyez-vous que vos idées peuvent être réalisées à l'aide de l'art ?
3. Voudriez-vous coopérer à l'œuvre d'art ?

Lors de la commande de la ville, les participants ont clairement dit que la sculpture ne devait pas être un objet matériel.

### Le Monument vivant de Biron
Rénovation de l'ancien monument aux morts du village inaugurée le 13 juillet 1996, à Biron, dans le Périgord.
En 1992, le maire de Biron, Marc Materra, constate que l'ancien monument aux morts (un obélisque, édifié en 1922, avec les noms des morts de la Première et Seconde Guerres mondiales) est délabré. Il lance alors un appel d'offres relayé par le ministère de la culture. L'artiste choisi, Jochen Gerz décide de restituer l'ancien obélisque à l'identique et « d'en réaffirmer la présence, contrairement à ses précédents monuments publics qui jouaient de la discrétion ou de la disparition progressive. »
Cet obélisque familier que l’on retrouve souvent dans les villages français devient le support de l'œuvre. De courts textes anonymes nous parlent d’expériences vécues, de liberté, de futur, de vie et de mort tout en évoquant le village, le pays, un voisin ou un frère, l’Europe ou la dernière guerre mondiale qui a meurtri en profondeur cette région. Sur ces 127 plaques émaillées rouges sont inscrites des morceaux choisis des réponses que les habitants de Biron ont données à Jochen Gerz lors d'entretiens individuels, menés en mars 1996 par l’artiste aidé d’un groupe d'étudiants des Beaux-Arts de Bordeaux. Lire ces courts extraits – environ sept lignes – donne au visiteur une idée de la « question secrète » que Jochen Gerz a soumise à chacun et qui portait sur ce qui serait pour eux, assez important pour risquer leur vie. Ces textes très directs tout en étant souvent empreint d’une grande émotion nous montrent la faculté de tout un chacun à contribuer au discours public. «Il s’agit bien d’une œuvre politique au premier sens du terme, une œuvre de citoyens pour leur cité.»

### Place des droits fondamentaux, Karlsruhe
Commande de la ville de Karlsruhe de 2002, pour une œuvre édifiée dans l'espace public. L'idée de la ville d'approfondir et de rendre visible la relation particulière de Karlsruhe avec le droit et l'histoire, surtout avec le tribunal constitutionnel fédéral, qui fut le point de départ. D'abord, Jochen Gerz pose des questions sur la contribution du droit à la société, au président du tribunal de Karlsruhe, à quelques autres juristes, mais aussi, à des citoyens importants de la ville. Ensuite, il pose les mêmes questions à des auteurs d'actes criminels, des citoyens qui sont entrés en conflit avec la loi, mais aussi des citoyens qui n'ont pas de représentation professionnelle ou essentielle du droit et de l'injustice. Ainsi, il recueille deux fois 24 témoignages. À chaque fois, est inscrite sur le devant d'un panneau indicateur une réponse d'un des deux groupes interrogés et sur le dos une de l'autre groupe. 24 panneaux indicateurs sont ainsi réalisés avec 48 déclarations, et ils sont installés sur un montant métallique.

### Woherwohin
À la demande du Festival international du Lac de Constance, et sur la base de ses activités transfrontalières, en 2004 l'artiste pose aux habitants du tour du lac, la question d'où ils viennent et où ils aimeraient vivre. Dans la région du lac de Constance, la population sera consultée indépendamment des frontières étatiques et des nostalgies, sur les origines de son identité.

## Autres projets

### La difficulté du Centaure a descendre de cheval

Logo actuel de la Biennale de Venise.

Une des contributions importantes de Jochen Gerz fut en 1979 pour la 37e Biennale de Venise, à laquelle Klaus Gallwitz l'avait invité à côté de Joseph Beuys et Reiner Ruthenbeck. Une construction de bois, le Centaure, de neuf mètres de haut et de sept mètres de long, a été divisée par des cloisons. La partie la plus grande a été équipée d'une trappe, Gerz pouvait arriver par là, et il s'y est installé plusieurs jours. Dans le plus grand des deux halls, se trouvaient six bureaux, et 48 feuilles de papier quadrillés, de couleur rouge-brun avec de l'écriture spéculaire et des dessins.
Comme dans d'autres œuvres, Gerz fait de la mythologie grecque le point de départ de ses actions, installations et performances, qui dérangent et contrecarrent la réalité. Pourtant, il ne s'intéresse pas qu'au patrimoine culturel de l'Antiquité comme humanités, mais il renvoie à l'appareil culturel comme quelque chose de la séparation de vie réelle. Le Centaure de Jochen Gerz est, comme dit Karlheinz Nowald « naturellement, l'homme culturel a des difficultés à retrouver sa civilisation. »
Une copie de cette installation originale se trouve aujourd'hui au musée de Wiesbaden

### Exit/Dachau
En 1974, Jochen Gerz a fait de ce projet un musée de type particulier. L'objet du travail était le musée de l'ancien camp de concentration de Dachau.
« Quand, aujourd'hui, le mot clé du musée accroché aux portes de sortie « exit-ausgang », c'est le confort, alors que ceux qui y sont morts y furent conduits une seule fois directement et inévitablement, ainsi l'analogie irréfléchis des indications de sortie par leur divergence donne une dimension macabre. »
D'autres indications, que Jochen Gerz a accumulé avec des calligrammes, « suite de l'exposition », « interdit de fumer » ou « prière de ne pas endommager les morceaux d'exposition. » Il a également présenté une pièce sans fenêtre et semi-obscure.
Gerz veut forcer le visiteur à réfléchir au parallélisme entre les concepts de camp de concentration et de musée.

### Prometheus
Une autre des « pièces grecques » qui consiste à ceci : Gerz, debout, à une distance de 50 mètres d'une caméra vidéo qui le filme, oriente le soleil sur l'objectif à l'aide d'un miroir. L'image prise est supprimée petit à petit par surexposition. « Le médium est ébloui par la lumière », écrit Gerz à propos de cette performance. Il ne veut pas qu'on fasse une image de lui. Il peut en faire une lui-même. « Car il n'y a qu'une véritable image, dit Gerz, et nous-mêmes sommes cela. »

### Exposition de Jochen Gerz à côté de sa reproduction photographique
En 1972, à Florence, il s'est installé pendant deux heures à côté d'une photographie de lui-même collée sur le mur d'une maison. Mais les passants n'ont pas regardé l'original, et se sont intéressés plus à l'image. D'après une interprétation de Detlef Bluemler, Gerz montre à quel point nous sommes détournés de l'essentiel par la marée d'image s'abattant quotidiennement sur nous. Son diktat « ne fais pas ton image de moi » a été réalisé un grand nombre de fois. « Tourner le dos aux médias, écrit Gerz dans les notes de son journal, on ne le peut pas. »

### Purple Cross for Absent Now
À Munich, en 1979, il a installé deux caméras vidéo avec des moniteurs et un câble en caoutchouc qui divisait la salle en deux. La fin du câble était ancrée dans le mur, l'autre extrémité n'était pas visible par le public, et entourait le cou de Jochen Gerz. Si quelqu'un tirait sur le câble, le collet se serrait. Sur les moniteurs, on pouvait voir l'effet obtenu, c'est-à-dire, l'étranglement de Jochen Gerz.
Une interprétation évidente serait que l'homme est manifestement prêt à étrangler, parce que la réaction de la victime n'arrive que par l'intermédiaire de la télévision. Interrogé sur la façon dont cette performance de Jochen Gerz devait être vue, une grande partie du public a répondu : Symbole de souffrance.

## Travaux littéraires
Dans les amphithéâtres des philologues, Jochen Gerz a injecté des doutes sur la langue. Il prend comme exemple le procès de Nuremberg, « de ce qu'on peut provoquer avec la langue », de comment « on peut mentir avec la langue ». Un "ralentissement de la littérature comme Avant-Garde" a pour lui provoqué le fait que la littérature de l'après-guerre « n'a jamais été intéressante ». Sa littérature était et est par exemple celle des Anglais ou des Américains Ezra Pound, James Joyce, Malcolm Lowry ou de l'Italien Italo Svevo.
Bien que sa littérature ait plutôt un caractère servant l'art, elle est aussi très estimée pour elle-même. « La grande envergure et la richesse de ce livre », écrit Petra Kipphoff, (en parallèle avec le livre du projet pour Venise La Difficulté du Centaure pour descendre de cheval) « est la réflexion et le rapport d'une part, la collection d'aphorismes d'autre part, qui n'ont pas d'équivalent dans les ramifications des formulations en filigrane de la littérature contemporaine. » 
L'écriture spéculaire joue un rôle dans beaucoup de ses travaux, par exemple dans l'installation La Difficulté du Centaure à descendre de cheval, les 48 feuilles de papier sur les bureaux ont été écrites à l'envers. Gerz dit lui-même, qu'en tant que gaucher il a appris à écrire d'abord avec la main gauche, puisqu'il n'y a pas eu d'école à la fin de la guerre. En outre, il établit une de ces idées artistico-littéraire avec un arrière-plan de culture critique, pour lesquels il était connu dans les années 1970 et 1980, un protocole : « On peut écrire avec la main gauche, sans pouvoir, en même temps, lire l'écriture spéculaire. Si quelqu'un écrit de la main gauche, mais ne lit pas à gauche, il ne peut même pas lire, ce qu'il a écrit. Si on ne peut pas lire, ne doit plus compté sur la mémoire. Ce qu'on note, sera perdu petit à petit lu quelque chose par le paresse des mots. » Gerz entraîne encore plus loin l'écriture à gauche, dans le thème du Centaure" en tordant le contenu : Le cheval de Troie est lui-même une écriture à gauche dans l'écriture légale de Troie.

## Travaux photographiques
Gerz ne se sert avec la photographie/combinaison de texte d'aucun principe esthétique. La disposition des photos et des textes correspondants de la même façon sans apparence habituelle permettent au spectateur de se formuler lui-même une esthétique du témoignage. « Le grand amour, dit Gerz, à propos de son cycle en deux parties, dans des grands portraits de la mère mourante se confrontent les images des grands amours. »
Avec l'appareil photo, Gerz ne cherche pas le motif, ses photos ont l'air d'être faite en passant et tous les jours. Les 196 photos de la série Rauchen ne disent rien sur le rythme de l'exposition ou sur le sentiment du photographe à propos de l'image. Gerz présente aligner les images selon sans apparence réfléchi.

## Distinctions
- Preis der Glockengießergasse, Köln (1978); Preis der Videonale, Bonn (1980); Roland-Preis für Kunst im öffentlichen Raum, Bremen (1990); Membre de l'Académie des arts de Berlin (1994)[6]; Deutscher Kritikerpreis für bildende Kunst, Berlin (1995); Ordre National du Mérite, Paris (1996); Peter-Weiss-Preis, Bochum (1996); Grand Prix National des Arts Plastiques, Paris (1998); Preis der Helmut-Kraft-Stiftung, Stuttgart (1999); Artistic Contribution Award, Montréal (1999); Prix Evens, Paris 2002; Aus gegebenem Anlass, Hannover 2005; Sonderpreis der Montag- Stiftung Faktor Kunst, Bonn 2011.

### Écrits de Jochen Gerz (sélection)
Jochen Gerz: Footing, Paris/Gießen 1968.
Jochen Gerz: Replay, Paris 1969.
Jochen Gerz: Annoncenteil. Arbeiten auf/mit Papier, Neuwied 1971.
Jochen Gerz: Die Zeit der Beschreibung, Lichtenberg 1974. Ré-édition Salon Verlag 2021.
Jochen Gerz und Francis Levy: EXIT/Das Dachau-Projekt, Frankfurt 1978.
Jochen Gerz: Texte, Bielefeld 1985.
Jochen Gerz: De l’art, ensba, Paris 1994.

### Catalogues et documentation (sélection)
Jochen Gerz: Les Pièces, Paris, 1975.
Jochen Gerz: Foto, Texte, The French Wall & Stücke, Karlsruhe 1975.
Jochen Gerz: Die Schwierigkeiten des Zentaurs beim vom Pferd steigen, München 1976.
Collectif: Peinture dans la nuit, ESAD , Strasbourg 1979.
Jochen Gerz: The Fuji-Yama-Series, Dudweiler 1981.
Jochen Gerz: Avec / sans public, Performances 1968-1980, Paris 1981.
Jochen Gerz: Le grand amour, Dudweiler 1982.
Jochen Gerz: La Chasse / The Strip, München 1986.
Jochen Gerz: Œuvres sur papier photographique 1983–86, Calais 1986.
Jochen Gerz: Life after humanism, Stuttgart 1992.
Jochen Gerz: 2146 Steine – Mahnmal gegen Rassismus, Ostfildern 1993.
Jochen Gerz und Esther Shalev-Gerz: Das Harburger Mahnmal gegen Faschismus, Ostfildern 1994.
Jochen Gerz: Le monument Vivant, Arles 1996.
Jochen Gerz: Get out of my lies, Wiesbaden 1997.
Jochen Gerz: Les Témoins, Arles 1998.
Volker Rattemeyer und Renate Petzinger (ed): Jochen Gerz, Catalogue Raisonné Volume I, Performances, Installationen und Arbeiten im öffentlichen Raum 1968-1999, Performances, Installations and Works in Public Space 1968-1999. Nürnberg 1999. (al + en)
Volker Rattemeyer und Renate Petzinger (ed): Jochen Gerz, Catalogue Raisonné Volume II, Foto/Texte und Mixed Media Fotografien 1969-1999, PhotoTexts and Mixed Media Photographs 1969-1999. Nürnberg 2000. (al + en)
Jochen Gerz: Le cadeau, Le Fresnoy 2000.
Jochen Gerz: Miami Islet, Zürich 2000.
Jochen Gerz: In case we meet, Paris 2002.
Jochen Gerz: L'Anti-Monument, Arles 2002.
Jochen Gerz:  Anthologie de l'art, Arles 2007.
Jochen Gerz: Salviamo la luna, Milano 2008.
Jochen Gerz: 2-3 Straßen TEXT / 2-3 Straßen MAKING OF, Köln 2011.    
Volker Rattemeyer und Renate Petzinger (ed): Jochen Gerz, Catalogue Raisonné Volume III, Visuelle Poesie, French Wall, Fuji Yama Series, Einzelarbeiten, Schriftzeichnungen (Manuskripte), Videos, Editionen 1963-2010. Visual Poetry, French Wall, Single Works, Fuji-Yama-Series, Manuscripts (Mirror Writting) Video Works and Editions 1963-2010, Nürnberg 2011. (al + en)
Volker Rattemeyer und Renate Petzinger (ed): Jochen Gerz: Catalogue Raisonné Volume IV, Autorenprojekte und Arbeiten im öffentlichen Raum 2000-2010. Public Authorship and Works in Public Space 2000-2010. Nürnberg 2011. (al + en)
Jochen Gerz: 2-3 Rues CONCEPT (2006), Une exposition dans des villes de la Ruhr, Bruxelles, 2012.
Söke Dinkla (ed), Jochen Gerz, THE WALK – No Retrospective, Wien: Verlag für Moderne Kunst 2019

### Source
- (de) Cet article est partiellement ou en totalité issu de l’article de Wikipédia en allemand intitulé « Jochen Gerz » (voir la liste des auteurs).